# (83363) Yamwingwah
(83363) Yamwingwah est un astéroïde de la ceinture principale.

## Description
(83363) Yamwingwah est un astéroïde de la ceinture principale. Il fut découvert le 17 septembre 2001 à l'observatoire Desert Eagle par William Kwong Yu Yeung. Il présente une orbite caractérisée par un demi-grand axe de 2,77 UA, une excentricité de 0,02 et une inclinaison de 4,0° par rapport à l'écliptique.

## Compléments